# Ausrichter
Ein Ausrichter ist eine natürliche Person oder ein Unternehmen, die eine Veranstaltung organisieren und hierfür die Verantwortung übernehmen. „Ausrichter“ dient außerdem als Synonym für Arrangeur, Organisator oder Veranstalter.

## Im Sport
Im Sport ist ein Ausrichter derjenige, der die Durchführung des Wettkampfes vor Ort organisiert und sicherstellt und für den Ablauf sowie die Infrastruktur wie Wettkampfstätten, Personal und Werbung sorgt. Ausrichter kann ein Sportverein, Sportverband sowie eine andere Körperschaft oder Einzelperson sein.
Das Auftreten als Ausrichter zählt zur sogenannten Verbands- bzw. Vereinsarbeit. In einigen Sportarten findet ein Rotationsprinzip statt, das heißt jeder Sportverein muss einen bestimmten Wettbewerb ausrichten. Hierbei erhalten diese Zuschüsse vom Verband. Beim Personal sind je nach Ebene verbandseigene Richtlinien zu beachten, mitunter sind beispielsweise nur verbandseigene Schiedsrichter einzusetzen.

## Beispiele für Ausrichter bei Sportveranstaltungen
- Olympische Spiele: jeweiliges Nationales Olympisches Komitee
- Fußball-Bundesligen bis zur 3. Liga und den DFB-Pokal: Deutsche Fußball-Bund
- Fußball-Weltmeisterschaften: der jeweilige Verband in dessen Land die WM stattfindet[3]
- Amateurweltmeisterschaft im Snooker: International Billiards and Snooker Federation (IBSF).[4]
- Bundesjugendspiele: jeweilige Schule